# Адамс, Фрэнки
Фрэнки Адамс (англ. Frankie Adams; род. 3 января 1994, Западное Самоа) — новозеландская актриса и боксёр.

## Ранняя жизнь
Фрэнки родилась в Самоа, что находится в юго-западной части Тихого океана в Полинезии. Старшая из трёх дочерей. Когда девочке исполнилось 4 года, её семья переехала в Новую Зеландию. Также Фрэнки имеет корни австралийских аборигенов по отцовской линии.

## Карьера

### Актёрская карьера
Фрэнки Адамс начала сниматься с 16 лет, её первой ролью в 2010 году стала Ула Леви в мыльной опере «Шортланд-стрит». Также в 2016 году девушка сыграла роль Таши Гудвин в телесериале «Уэнтуорт» и Илису в фильме «Тысяча верёвок». Позже того же года стало известно, что Адамс сыграет роль солдата Бобби Дрейпер во втором сезоне американского научно-фантастического телесериала «Пространство», которую она продолжила исполнять в четвёртом сезоне и далее.

### Боксёрская карьера
Как боксёр Фрэнки принимала участие в благотворительном боксёрском поединке «Fight For Life (Бои за жизнь)», её тренировал один из лучших новозеландских тренеров Лоло Геимули.

## Фильмография
| Год       |   | Русское название       | Оригинальное название | Роль                    |
| --------- | - | ---------------------- | --------------------- | ----------------------- |
| 2010—2014 | с | Шортланд-стрит         | Shortland Street      | Ула Леви                |
| 2016      | с | Уэнтуорт               | Wentworth             | Таша Гудвин             |
| 2016      | ф | Тысяча верёвок         | One Thousand Ropes    | Илиса                   |
| 2017—2021 | с | Пространство           | The Expanse           | Роберта «Бобби» Драппер |
| 2018      | ф | Хроники хищных городов | Mortal Engines        | Ясмина                  |